# بسته (ساشه)

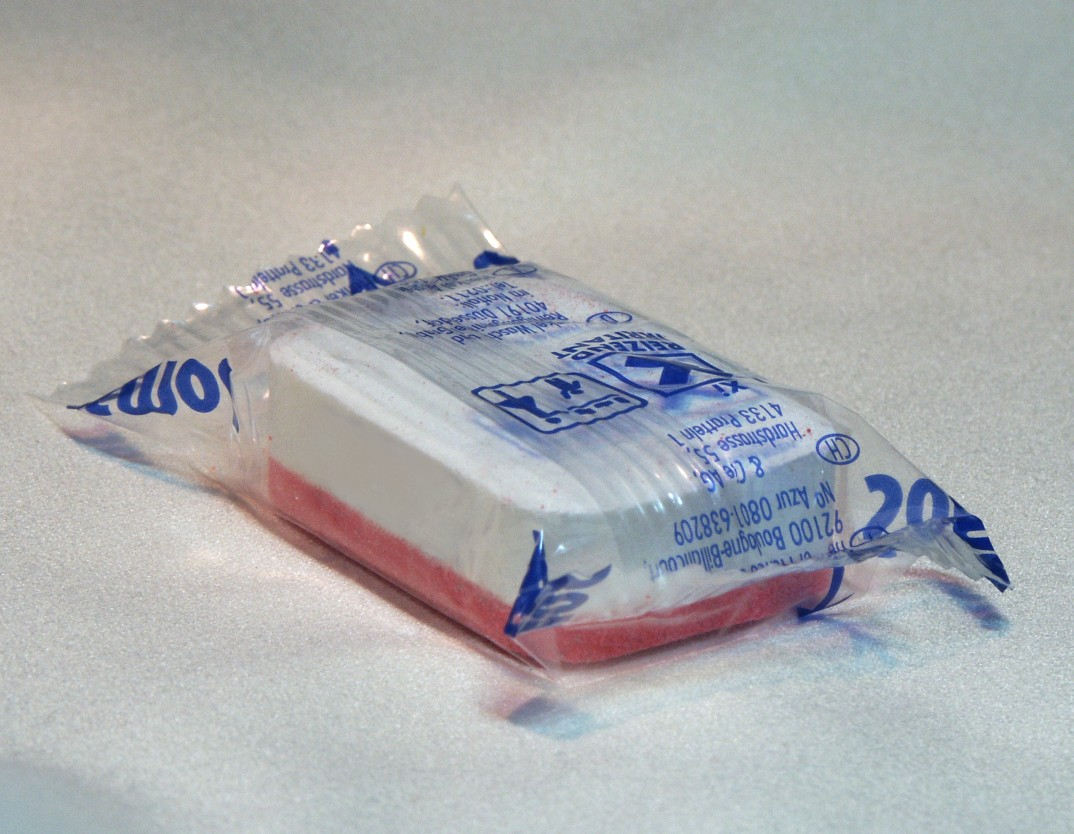
بسته حاوی قرص ماشین ظرفشویی

بسته یا ساشه ، کیسه یا کیسه کوچکی است که از کاغذ ، فویل ، فیلم پلاستیکی یا نوع دیگری از مواد بسته‌بندی ساخته شده و اغلب برای نگهداری مقادیر یکبار مصرف مواد غذایی یا کالاهای مصرفی مانند سس کچاپ یا شامپو استفاده می‌شود. بسته‌ها معمولاً با ایجاد یک شکاف یا پارگی کوچک در بخشی از بسته و سپس فشردن محتویات آن باز می‌شوند.

## موارد استفاده
چاشنی‌هایی که در بسته‌ها توزیع می‌شوند شامل کچاپ ، خردل ، مایونز ، خامه سالاد ، سس HP ، سس رلیش ، سس تارتار ، سرکه و سس سویا هستند. این چاشنی‌ها روشی ساده و کم‌هزینه برای توزیع مقادیر کم چاشنی با غذاهای بسته‌بندی‌شده آماده مانند هات داگ ، سیب‌زمینی سرخ‌کرده یا همبرگر ارائه می‌دهند و در رستوران‌های فست فود رایج هستند. این بسته‌ها آلودگی و کثیفی کمتری نسبت به چاشنی‌های موجود در فنجان‌های یکبار مصرف کوچک یا ظروف دیگر ایجاد می‌کنند، به خصوص اگر غذا قبل از صرف غذا در حال حمل باشد. عطرهای عطر نیز در بسته‌های کوچک فروخته می‌شوند. پاکت‌های عطر با گیاهان و گل‌های معطر پر می‌شوند یا از ورمیکولیت حاوی روغن معطر استفاده می‌شود. این‌ها به عنوان بسته‌های لباس عطر شناخته می‌شوند. در آرژانتین و اروگوئه ، شیر و ماست نیز در بسته‌ها فروخته می‌شوند.
در سال ۱۹۸۳، شرکت هندی کاوین کاره شروع به فروش شامپو در بسته‌های پلاستیکی کوچک به جای بطری‌های بزرگ کرد تا خرید آن برای فقرا مقرون به صرفه‌تر باشد.  فروش مقادیر کم شامپو و مواد شوینده در بسته‌های پلاستیکی در سراسر فیلیپین ، هند و سایر کشورهای شرقی بسیار محبوب است.  در سال ۲۰۱۱، ۸۷٪ از شامپوهای فروخته شده در هند به صورت ساشه بودند. 

## تاریخچه
بنجامین آیزنشتات پس از تلاش ناموفق برای بسته‌بندی و فروش چای کیسه‌ای، دستگاهی اختراع کرد که بسته‌بندی شکر مدرن را تولید می‌کرد و بعدها اقلام دیگری از جمله سس‌ها را نیز بسته‌بندی کرد. 
شرکت سنفورد ردموند، دستگاه No Mess DispensERpak را برای تولید ساشه مخصوص کار با یک دست طراحی کرد. این دستگاه که در سال ۱۹۹۰ وارد استرالیا شد، در کشورهای دیگر نیز مورد استفاده قرار می‌گیرد، اما این طرح به طور گسترده در ایالات متحده مجوز نگرفته است.    
در سال ۲۰۱۰، شرکت هاینز یک بسته کچاپ جدید طراحی کرد. طراحی جدید به صورت فنجانی و به راحتی پاره می‌شد، بنابراین فرو بردن غذا بدون بشقاب را آسان‌تر می‌کرد و سه برابر کچاپ بیشتری در خود جای می‌داد.   این بسته‌بندی به طور گسترده مورد استقبال قرار نگرفته است. 

## نگارخانه

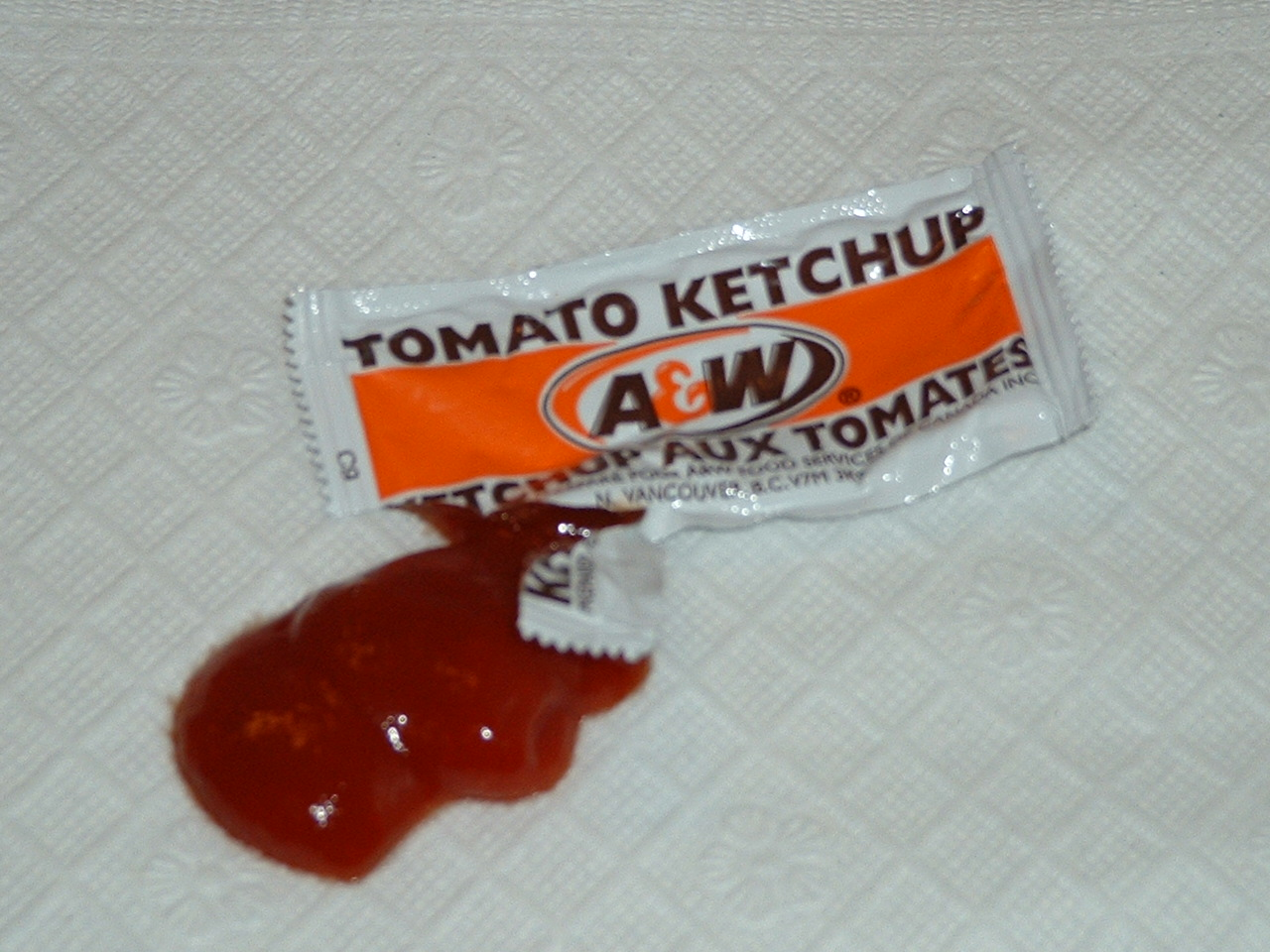
یک بسته سس کچاپ، که باز شده و محتویات آن خارج شده باشد
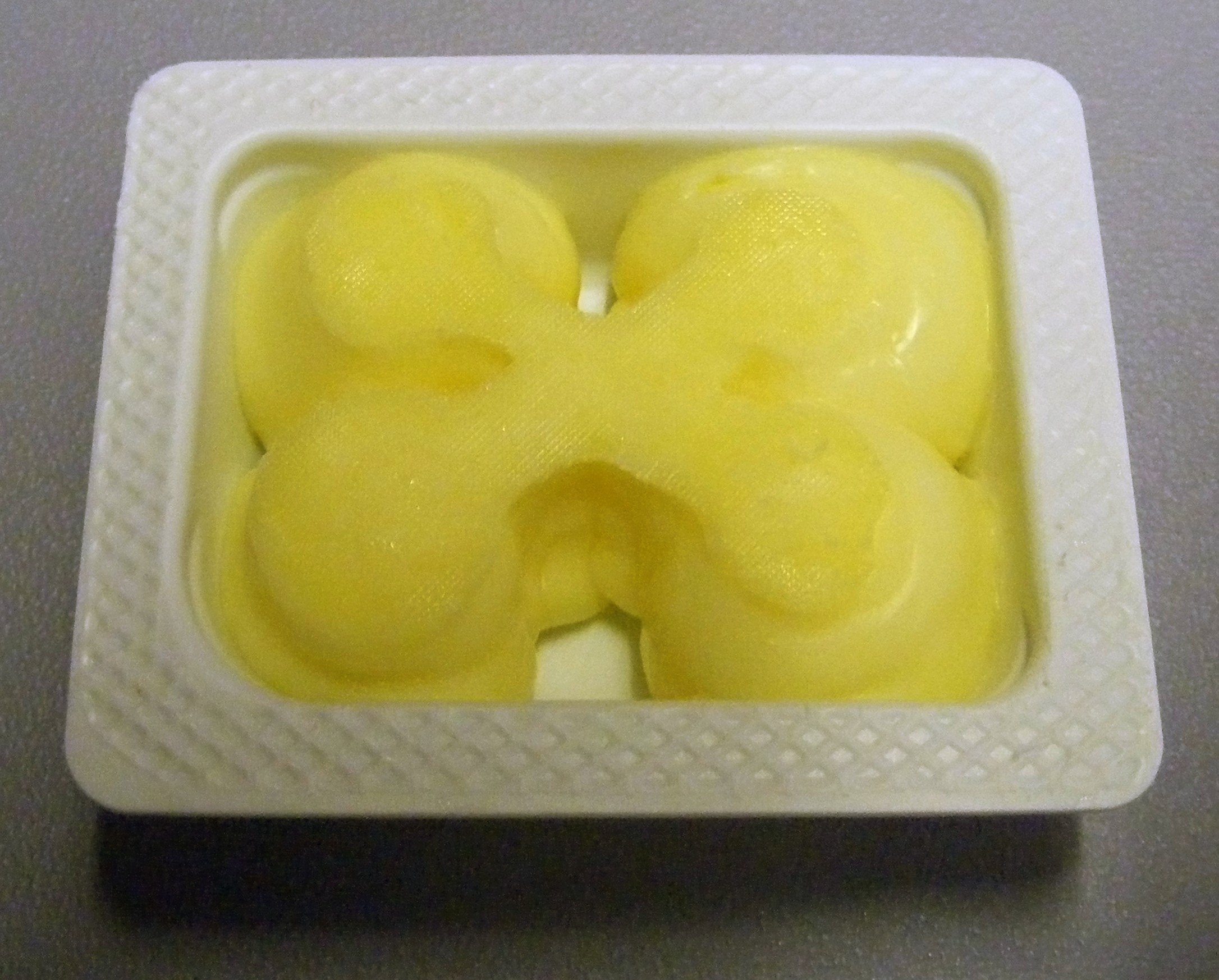
یک بسته کره
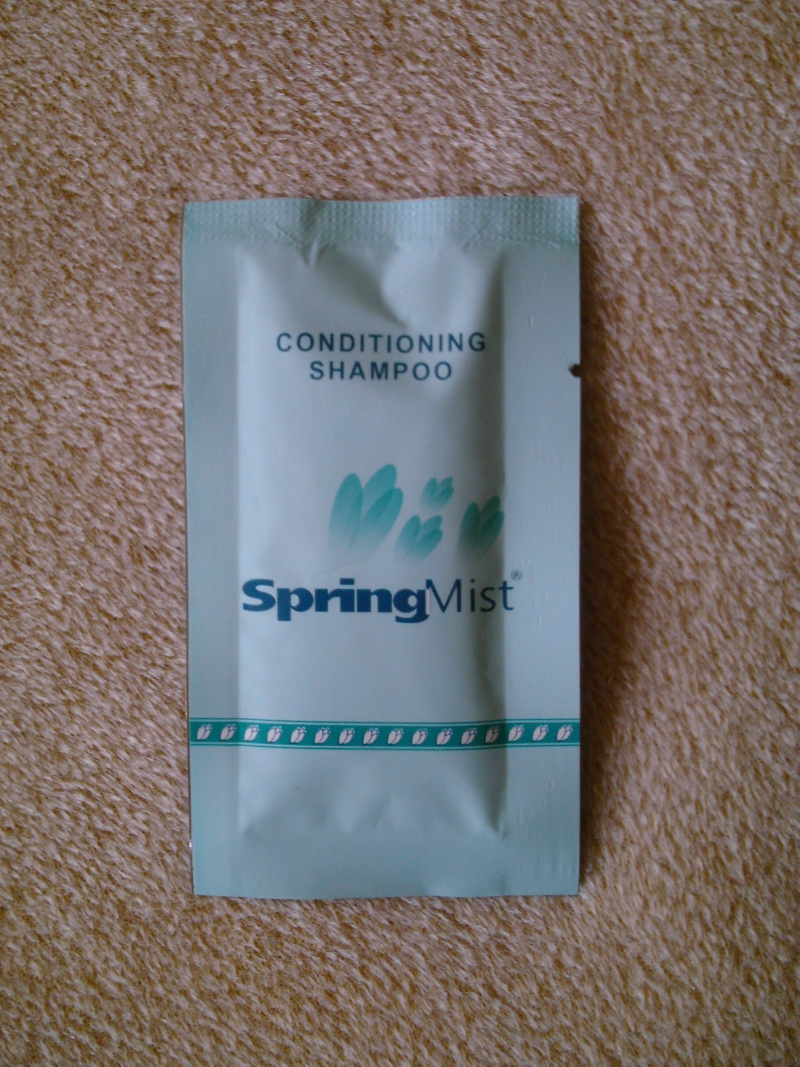
بسته شامپو
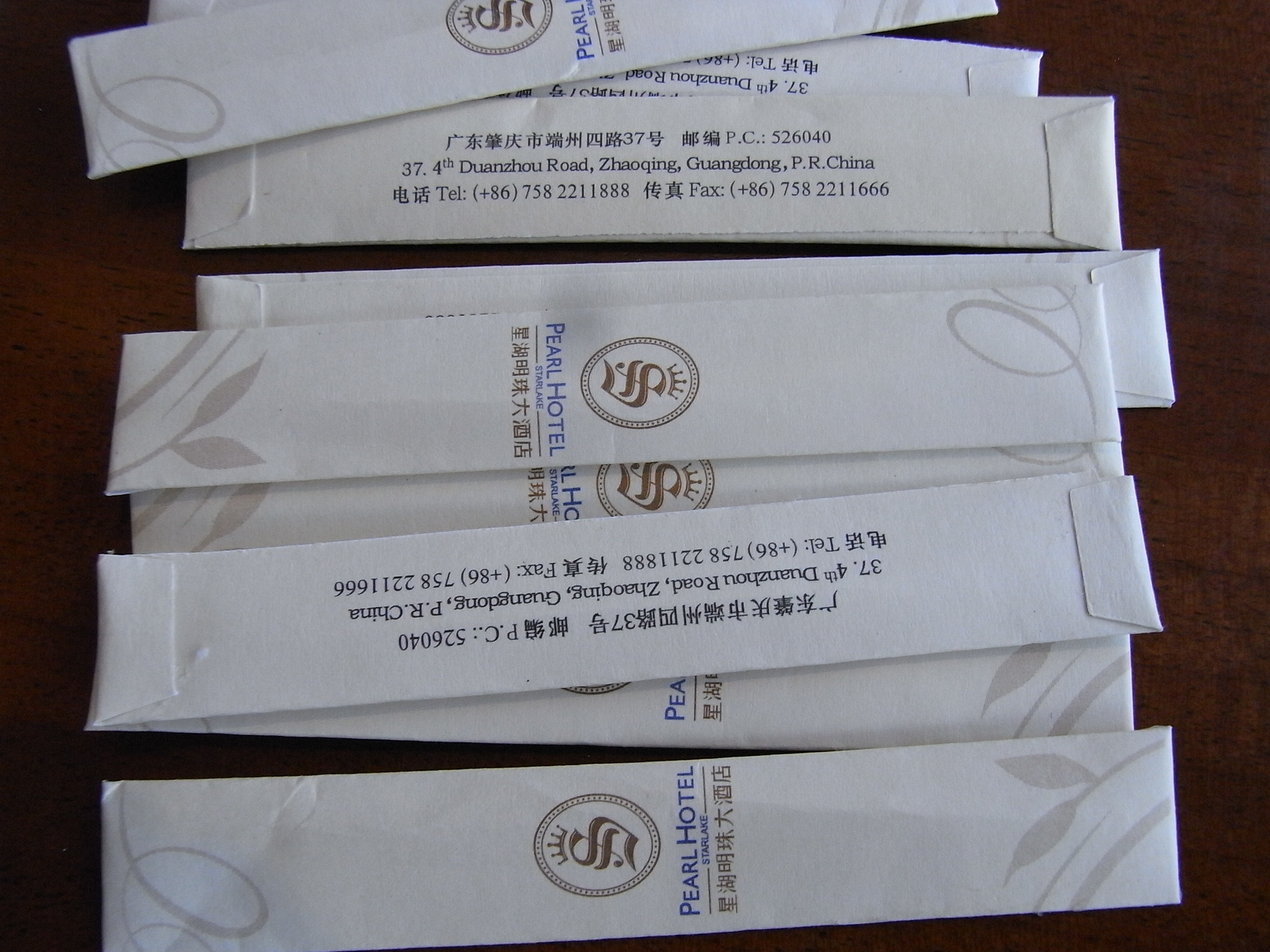
بسته کاغذی خلال دندان
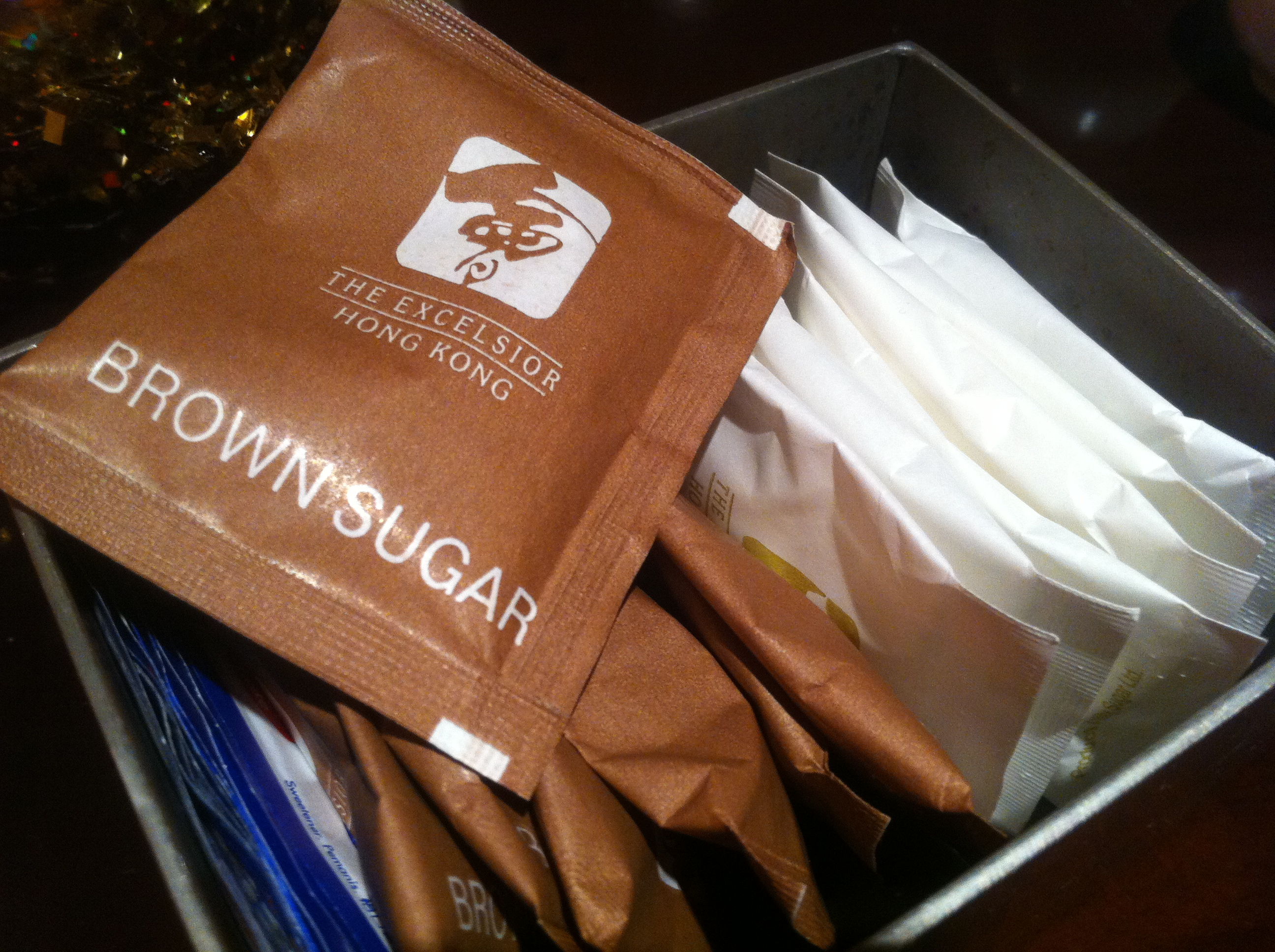
بسته کاغذی شکر
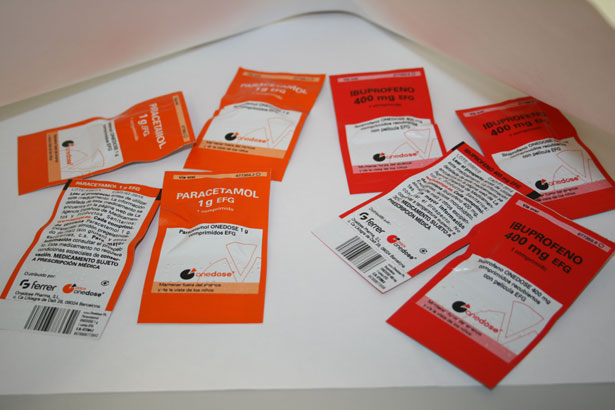
بسته‌های دارویی با قابلیت شناسایی متنی و بارکد
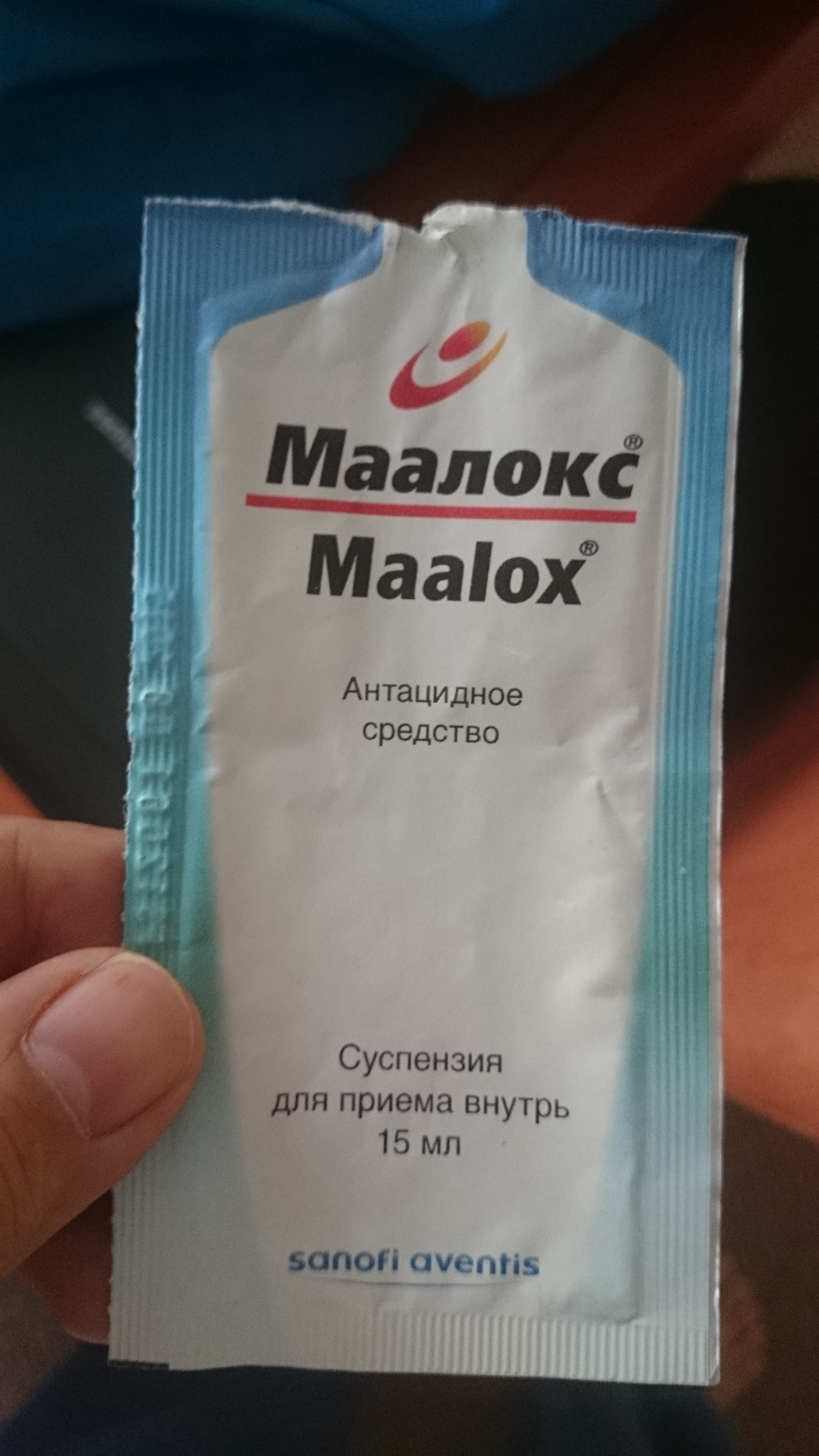
کیسه را پاره کنید